# Нова демократија (Грчка)
Нова Демократија, НД (грч. Νέα Δημοκρατία, Néa Dimokratía), основана је 1974, то је главна десно- центристичка политичка странка у Грчкој. Након тријумфалног повратка Константина Караманлиса у земљу 1974, странка је доживела и тријумф на изборима. Али је убрзо након тога 1980. и 1990. већину времена провела у опозицији. Након избора одржаних 2004, НД се вратила на власт по вођством Костаса Каманлиса, рођака оснивача странке.

## Историја

### Оснивање странке
НД је основана у октобру 1974, два месеца након постављења Константина Караманлиса за премијера у првој пост хунтиној влади Грчке. Караманлис је био искусан политичар, и већ је обављао дужност премијера у раздобљу од 1955. до 1963. На првим слободне изборима, Нова Демократија је премоћно победила, највише захваљујући харизми Караманлиса, а не толико због утицаја која је странка имала. Слоган са којим је НД победила био је; — Караманлис или тенкови, алудирајући тиме да је повратак Војне хунте могућ уколико Караманлис не победи.
Караманлис је желео да Нова Демократија буде модерна и прогресивна десна странка, него оне које су владале Грчком пре војног удара 1967, укључујући и властиту бившу странку ЕРЕ (Национална Радикална Унија, грчки; Εθνική Ριζοσπαστικη Ενωση, Ethniki Rizospastiki Enosi).
Страначка идеологија је установљена као — радикални либерализам, термин који је требало да значи, — превагу правила слободног тржишта са одлучном улогом државе на плану социјалне праведности.

### Прве године
1977, НД је поново победила на националним изборима, али са тесном већином (41,88%); то јој је ипак омогућило стварање стабилне владе са солидном већином у Парламенту. Под Караманлисом Грчка је редефинисала своје односе са НАТО -ом, и настојала је решити проблем Кипра, који је настао након Турске инвазије острва. Ипак 1980, Караманлис је одступио. Његов наследник, Георгиос Ралис, побеђен је на следећим изборима од ПАСОК-а, Андреаса Папандреуа. Под НД владом Грчка је ушла у Европску унију 1981. Због тога је Караманлиса критиковала опозиција (која је мање више била против тога), као и због чињенице да о том питању није одржан референдум.
НД се вратила на власт у коалиционој влади (премијер: Цанис Цанетакис) са традиционалним левим странкама (Коалиција Левице и Прогреса којој се тада укључивала и Грчка Комунистичка Странка). 1989, суделовала је и у великој коалиционој влади Ксенофона Золотаса од октобра 1989, до маја 1990. Након тога су формирали већинску владу под Константином Мицотакисом, након нових избора одржаних 10. маја 1990.

### У опозицији
Након тог периода странка је доживела период учесталих пораза. Изгубила је изборе 1993. под вођством Мицотакиса, па опет 1996. под Милтиадисом Евертом, као и изборе 2000. под Костасом Караманлисом, рођаком оснивача странке.

### Повратак на власт 2004
У јануару 2004. ПАСОК-ов премијер Симитис поднео је оставку и најавио изборе за 7. марта, упркос чињеницама да је нови ПАСОК лидер Георгиос Папандреу успео обновити странку, Караманлис победио је и постао први десни премијер после једанаест година. Ова влада поновила је успех на изборима 2007 са тесном већином 152 од 300 посланика. Након две и по године влада је изгубила већину и расписала изборе које је у септембру изгубила добивши само 91 посланика што је најгори резултат у историји НД.

### Поново у опозицији
После изборног пораза 4. октобра 2009. је Костас Караманлис дао оставку, а за новог вођу је 29. новембра 2009. био избран бивши министар спољашњих веза (1989-92) и културе (јануар—октобар 2009) Андонис Самарас

## Изборни резултати, 1974. — 2019.
| Година    | Лидер стране                               | Број гласова | Проценат гласова | Број посланика у Парламенту Грчке | Позиција у Парламенту     |
| --------- | ------------------------------------------ | ------------ | ---------------- | --------------------------------- | ------------------------- |
| 1974.     | Константин Караманлис                      | 2,669,133    | 54.4%            | 220                               | Влада                     |
| 1977.     | Константин Караманлис                      | 2,146,365    | 41.8%            | 171                               | Влада                     |
| 1981.     | Георги Раилис                              | 2,034,496    | 35.9%            | 115                               | Главна опозициона странка |
| 1985.     | Константин Мицотакис                       | 2,599,681    | 40.8%            | 126                               | Главна опозициона странка |
| 1989.-I   | Константин Мицотакис                       | 2,887,488    | 44.3%            | 145                               | Коалициона влада          |
| 1989.-II  | Константин Мицотакис                       | 3,093,479    | 46.2%            | 148                               | Коалициона влада          |
| 1990.     | Константин Мицотакис                       | 3,088,137    | 46.9%            | 150                               | Влада                     |
| 1993.     | Константин Мицотакис                       | 2,711,241    | 39.3%            | 111                               | Главна опозициона странка |
| 1996.     | Miltiadis Evert                            | 2,584,765    | 38.1%            | 108                               | Главна опозициона странка |
| 2000.     | Костас Караманлис                          | 2,935,242    | 42.7%            | 126                               | Главна опозициона странка |
| 2004.     | Костас Караманлис                          | 3,359,058    | 45.4%            | 165                               | Влада                     |
| 2007.     | Костас Караманлис                          | 2,995,479    | 41.83%           | 152                               | Влада                     |
| 2009.     | Костас Караманлис, касније Андонис Самарас | 2.295.318    | 33,48%           | 91                                | Главна опозициона странка |
| мај 2012. | Андонис Самарас                            | 1.192.054    | 18,85%           | 108                               | Нови избори               |
| јун 2012. | Андонис Самарас                            | 1.825.609    | 29,66%           | 129                               | Коалициона влада          |
| 2015      | Андонис Самарас                            | 1.718.815    | 27,80%           | 76                                | Главна опозициона странка |
| 2019      | Кирјакос Мицотакис                         | 2.251.411    | 39,85%           | 158                               | Већинска влада            |